# Élections en Finlande

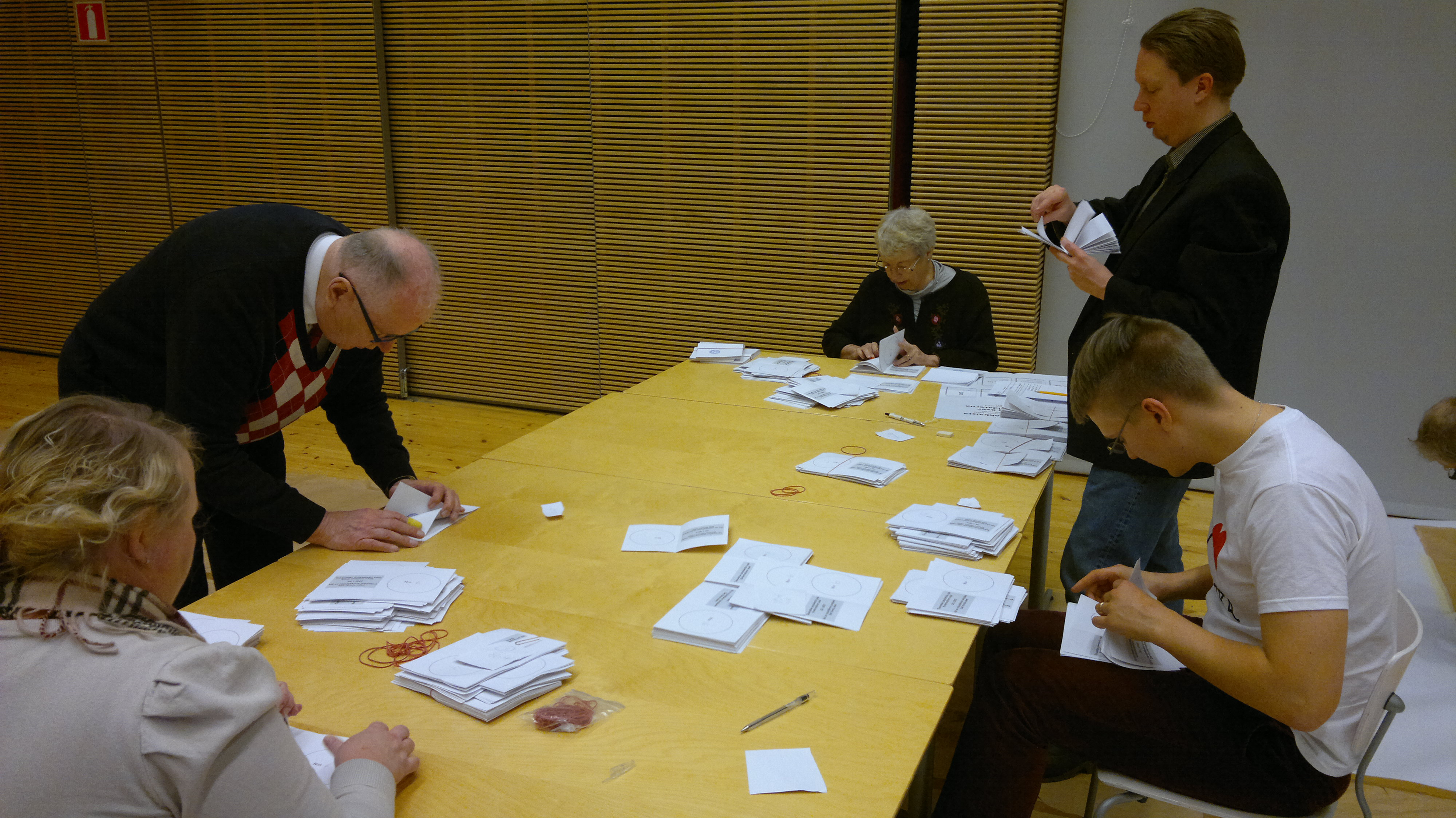
Salle de vote lors du premier tour des élections présidentielles finlandaises en 2012.

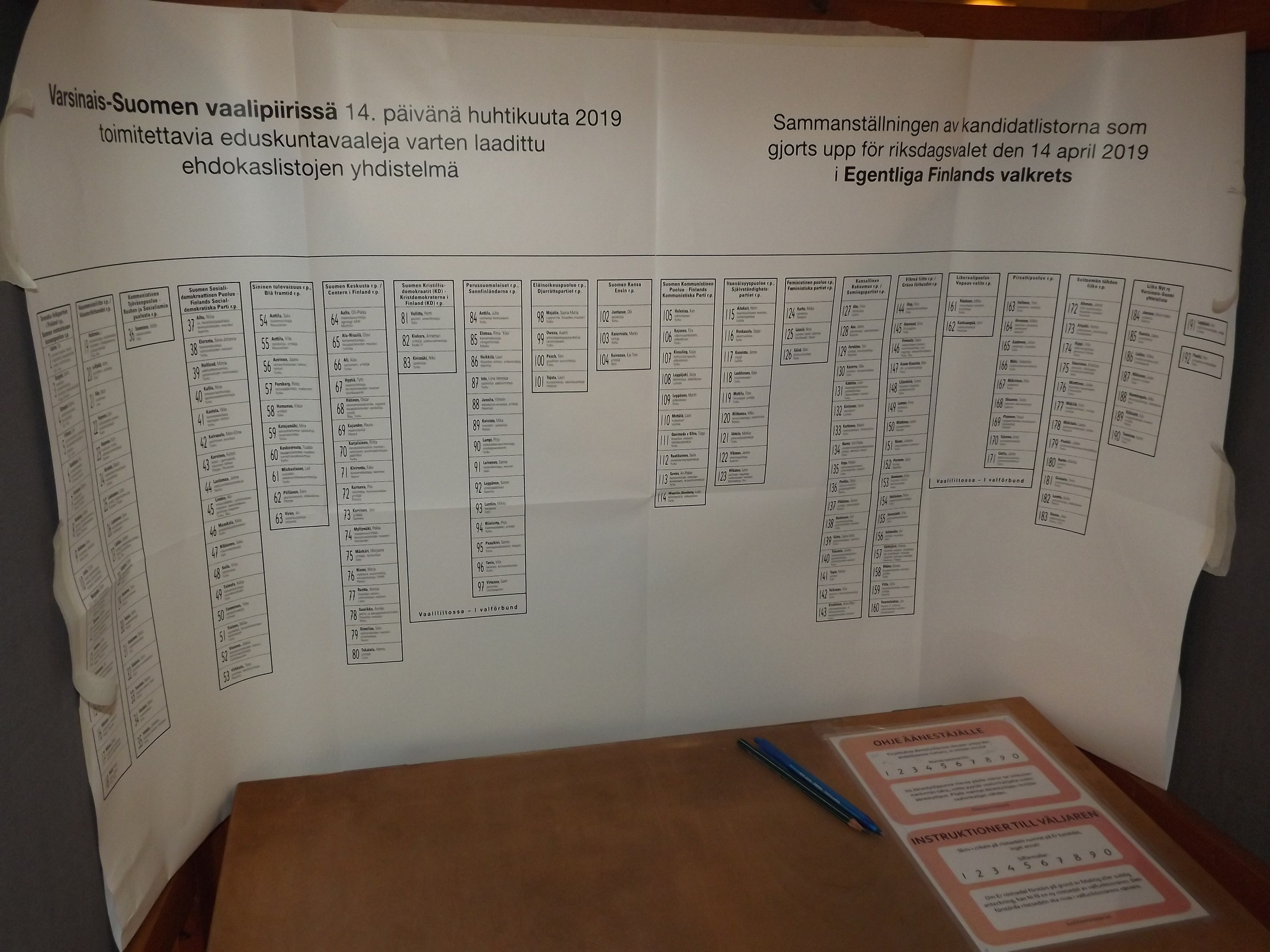
Liste des candidats en élections de parlement. À la droite des instructions.

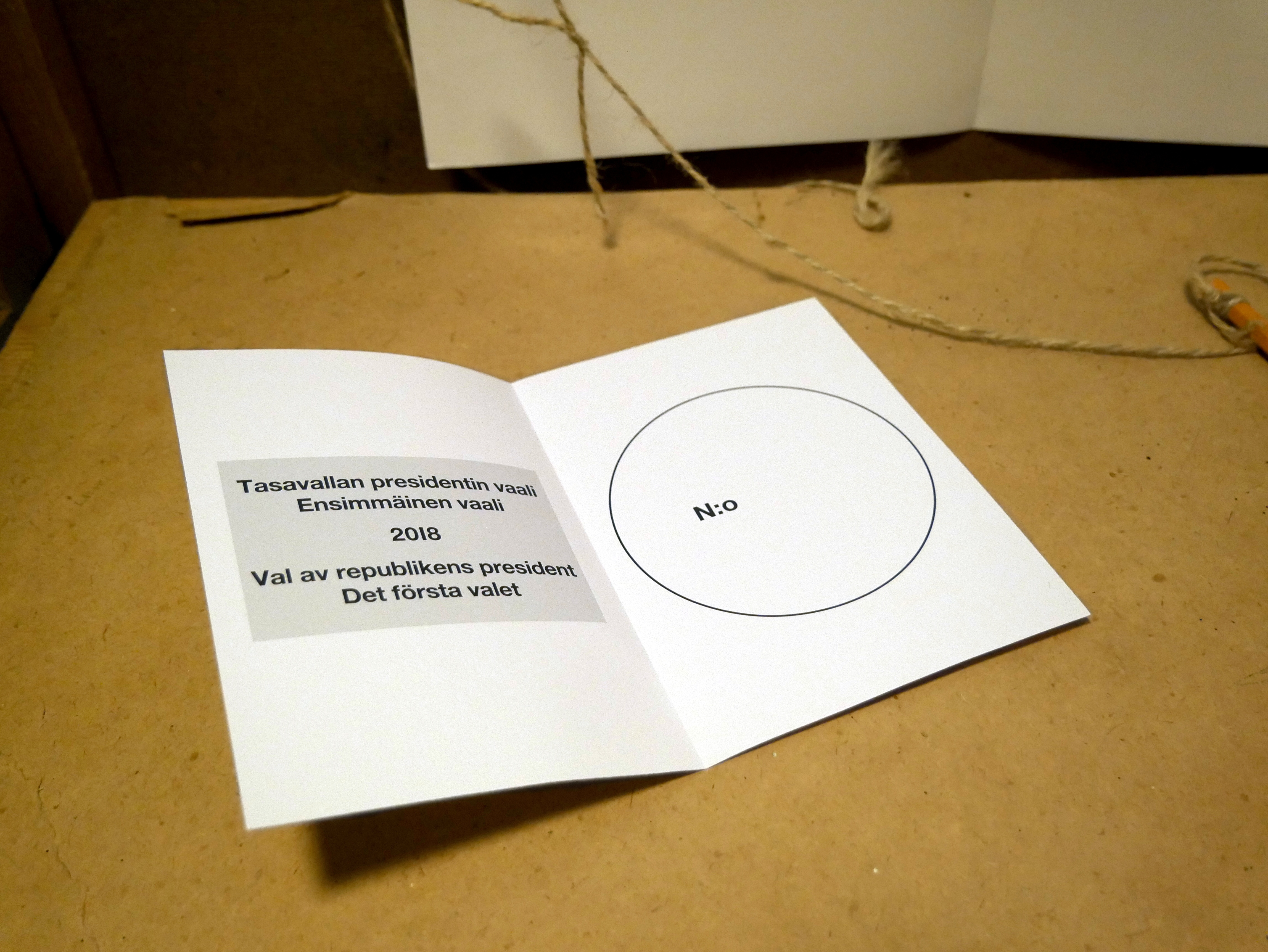
Ballot.

La Finlande est une république parlementaire et les élections en Finlande sont de différents types. Au niveau national, la Finlande élit un chef d'État – le président de la République – et un corps législatif. Le président est élu pour un mandat de six ans, par vote populaire direct. Le Parlement (en finnois : Eduskunta) compte 200 membres, élus pour un mandat de quatre ans par le scrutin proportionnel plurinominal, dans les circonscriptions. La Finlande a un système multipartite, avec trois partis traditionnellement puissants (Parti social-démocrate, Parti du centre et le Parti de la coalition nationale), dans lequel un parti n'a pas toujours la chance de gagner le pouvoir à lui seul, ce qui fait que les partis doivent travailler ensemble pour former des gouvernements de coalition.
Outre les élections présidentielles et parlementaires, il y a les élections du Parlement européen, tous les cinq ans, et des élections municipales locales, tous les quatre ans. Les élections municipales se déroulent séparément dans les municipalités d'Åland, en même temps que l'élection du Parlement d'Åland.

## Élections européennes

### Modalités du scrutin
Les élections européennes sont les élections des députés au Parlement européen. Elles sont régies par l'article 14 du Traité sur l'Union européenne et par la Loi électorale de 1998.
Les députés européens sont élus au suffrage universel direct pour un mandat de cinq ans. Les élections européennes ont eu lieu pour la première fois en 1996, après que la Finlande a adhéré à l'Union européenne en 1995 ; elles ont lieu tous les cinq ans depuis 1999. Le nombre de sièges à pourvoir est variable ; il est fixé pour chaque législature par une décision conjointe du Parlement européen et du Conseil des ministres. Les citoyens finlandais et les citoyens d'un autre État membre de l’Union européenne résidant en Finlande ont le droit de vote. Le mode de scrutin est proportionnel. Le territoire de la Finlande est une circonscription unique.

### Historique
- Élections européennes de 1996 en Finlande
- Élections européennes de 1999 en Finlande
- Élections européennes de 2004 en Finlande
- Élections européennes de 2009 en Finlande
- Elections européennes de 2014 en Finlande
- Election européennes de 2019 en Finlande

## Élections législatives

### Modalités du scrutin
Les élections législatives sont les élections des députés à l'Eduskunta, qui est le Parlement unicaméral de la Finlande. Elles sont régies par les articles 24 à 27 de la Constitution de la Finlande et par la Loi électorale de 1998.
L'Eduskunta est composé de 200 députés élus au suffrage universel direct pour un mandat de quatre ans. Sont électeurs et éligibles tous les Finlandais âgés de dix-huit ans révolus. Le mode de scrutin est proportionnel. Le territoire de la Finlande sont divisés en 15 circonscriptions électorales.
En vertu du système parlementaire finlandais, le Premier ministre peut demander au président de dissoudre le parlement à tout moment au cours de son mandat de quatre ans, ce qui se traduirait par des élections anticipées. Toutefois, cela ne s'est pas produit au cours des deux dernières décennies et des élections générales ont eu lieu tous les quatre ans, le troisième dimanche de mars, en 1991, 1995, 1999, 2003 et 2007. Les élections législatives de 2011 ont eu lieu le 17 avril 2011. Les élections législatives de 2015 ont eu lieu le 19 avril 2015.
La méthode d'Hondt de la représentation proportionnelle, utilisée en Finlande, encourage une multitude de partis politiques et donne lieu à de nombreux conseils de coalition. Cette méthode, bien que facile à comprendre et à utiliser, tend à favoriser les grands partis politiques établis. Par exemple: en 2007, il y avait 2 000 candidats représentant 18 partis différents (plus les indépendants) qui se présentaient aux 200 sièges, et ceux qui ont été élus venaient de huit partis seulement. Le Premier ministre finlandais est nommé par le président, sur la base du vote lors des élections législatives. Habituellement, le président du plus grand parti devient le futur premier ministre.
Lors des élections législatives du 16 mars 2003, il y avait deux partis dominants : le Parti du centre (KESK) a obtenu 55 sièges, et le Parti social-démocrate (SDP) qui a obtenu 53 sièges, dans l'Eduskunta de 200 sièges. Un nouveau gouvernement a été formé par les démocrates du Centre et les sociaux-démocrates avec le Parti populaire suédois de Finlande.
Lors des élections législatives de 2007, le Parti du Centre a conservé sa tête avec 51 sièges, mais l'élection a été une victoire majeure pour la Coalition nationale, qui a obtenu 50 sièges, et une perte majeure pour le SDP, qui a obtenu 45 sièges, perdant alors 8 sièges. Un nouveau gouvernement de coalition, Vanhanen II, entre le Centre, la Coalition, les Verts et le Parti populaire suédois a été formé.

### Historique
- Élections législatives finlandaises de 1907
- Élections législatives finlandaises de 1945
- Élections législatives finlandaises de 1948
- Élections législatives finlandaises de 1951
- Élections législatives finlandaises de 1954
- Élections législatives finlandaises de 1958
- Élections législatives finlandaises de 1962
- Élections législatives finlandaises de 1966
- Élections législatives finlandaises de 1970
- Élections législatives finlandaises de 1972
- Élections législatives finlandaises de 1975
- Élections législatives finlandaises de 1979
- Élections législatives finlandaises de 1983
- Élections législatives finlandaises de 1987
- Élections législatives finlandaises de 1991
- Élections législatives finlandaises de 1995
- Élections législatives finlandaises de 1999
- Élections législatives finlandaises de 2003
- Élections législatives finlandaises de 2007
- Élections législatives finlandaises de 2011
- Élections législatives finlandaises de 2015
- Élections législatives finlandaises de 2019
- Élections législatives finlandaises de 2023

### Élections législatives des îles Åland
Åland est une province historique de Finlande et la seule entité territoriale de ce pays à jouir d'un statut d'autonomie gouvernementale. La province représente 0,5 % de la population de la Finlande, avec une population totale de 29 214 habitants. Le statut politique autonome des îles Åland, en vertu de la loi sur l'autonomie des îles Åland confère au parlement d'Åland des pouvoirs législatifs sur un certain nombre de domaines. En dehors de ces sujets, l'État de Finlande, représenté par le gouverneur de la province, est souverain. Les résidents participent aux élections parlementaires nationales en élisant au scrutin uninominal majoritaire à un tour un représentant qui leur est réservé.
Les élections législatives des îles Åland ont lieu tous les quatre ans pour le renouvellement des 30 membres du Lagting, organisé en même temps que les élections municipales dans les communes d'Åland. Un système de représentation proportionnelle encourage une multitude de partis politiques et donne lieu à de nombreuses coalitions. 
Le Premier ministre du gouvernement d'Åland, en finnois : Lantråd, est nommé par le président du Parlement, sur la base du vote aux élections législatives. Habituellement, le président du plus grand parti devient le futur premier ministre. Lors des élections législatives du 21 octobre 2007, il y avait deux partis dominants : les libéraux pour Åland obtiennent 10 sièges, et le centre ålandais obtient 8 sièges, pour le renouvellement des 30 sièges du Parlement. Ces partis ont ensuite formé un nouveau cabinet dirigé par Viveka Eriksson.

## Élection présidentielle

### Modalité du scrutin
L'élection présidentielle est l’élection du Président de la République. Elle est régie par l'article 54 de la Constitution de la Finlande et par la Loi électorale de 1998.
Le Président de la République est élu au suffrage universel direct pour un mandat de six ans depuis 1994. Auparavant, le mode de scrutin était indirect. Le Président est rééligible une seule fois. Ont le droit de vote tous les Finlandais âgés de dix-huit ans révolus ; sont éligibles ceux qui sont Finlandais de naissance. Le candidat qui obtient la majorité absolue des suffrages est élu. Si aucun candidat n’est élu au premier tour, un second tour est organisé auquel participent les deux candidats qui ont obtenu le plus grand nombre de suffrages exprimés.

### Historique
- Élection présidentielle finlandaise de 1925
- Élection présidentielle finlandaise de 1931
- Élection présidentielle finlandaise de 1937
- Élection présidentielle finlandaise de 1940
- Élection présidentielle finlandaise de 1943
- Élection présidentielle finlandaise de 1944
- Élection présidentielle finlandaise de 1950
- Élection présidentielle finlandaise de 1956
- Élection présidentielle finlandaise de 1962
- Élection présidentielle finlandaise de 1973
- Élection présidentielle finlandaise de 1978
- Élection présidentielle finlandaise de 1982
- Élection présidentielle finlandaise de 1988
- Élection présidentielle finlandaise de 1994
- Élection présidentielle finlandaise de 2000
- Élection présidentielle finlandaise de 2006
- Élection présidentielle finlandaise de 2012
- Élection présidentielle finlandaise de 2018
- Élection présidentielle finlandaise de 2024

## Élections municipales

### Modalités du scrutin
Les élections municipales sont les élections des conseillers municipaux dans les 348 municipalités de la Finlande. Elles sont régies par l'article 121 de la Constitution de la Finlande et par la Loi de 1995 sur les municipalités (Kuntalaki).
Les conseillers municipaux sont élus au suffrage universel direct pour un mandat de quatre ans. Sont électeurs et éligibles les citoyens finlandais, les ressortissants d'un autre État membre de l’Union européenne, de l’Islande et de la Norvège, ainsi que les autres citoyens étrangers résidant depuis au moins deux ans en Finlande, et âgés de dix-huit ans révolus le jour du vote. Les élections municipales ont lieu en même temps dans toutes les municipalités de la Finlande sauf dans la région d'Åland.

### Historique
- Élections municipales finlandaises de 1945
- Élections municipales finlandaises de 1947
- Élections municipales finlandaises de 1950
- Élections municipales finlandaises de 1953
- Élections municipales finlandaises de 1956
- Élections municipales finlandaises de 1960
- Élections municipales finlandaises de 1964
- Élections municipales finlandaises de 1968
- Élections municipales finlandaises de 1972
- Élections municipales finlandaises de 1976
- Élections municipales finlandaises de 1980
- Élections municipales finlandaises de 1984
- Élections municipales finlandaises de 1988
- Élections municipales finlandaises de 1992
- Élections municipales finlandaises de 1996
- Élections municipales finlandaises de 2000
- Élections municipales finlandaises de 2004
- Élections municipales finlandaises de 2008
- Élections municipales finlandaises de 2012
- Élections municipales finlandaises de 2017
- Élections municipales finlandaises de 2021